# Albert III d'Anhalt-Zerbst
Albert III d'Anhalt-Zerbst (mort après le 1er août 1359) fut un prince allemand de la maison d'Ascanie
associé au trône  de la principauté d'Anhalt-Zerbst.

## Biographie
Albert III est le fils ainé d'Albert II d'Anhalt-Zerbst, et de sa seconde épouse Beatrix, fille du prince-électeur Rodolphe Ier de Saxe-Wittemberg.
Pendant le règne de son père Albert II, il lui est associé en 1359 comme corégent de la principauté d'Anhalt-Zerbst bien qu'à la même époque son oncle Valdemar Ier y règne déjà conjointement à partir de sa résidence de Dessau. Son règne est apparemment très court et limité à seulement quelques mois car il meurt avant son père en 1362 et son oncle. Comme l'ainé de ses frères Rodolphe a été ordonné prêtre l'héritage paternel revient donc à son jeune frère Jean II.